# Netzmagen

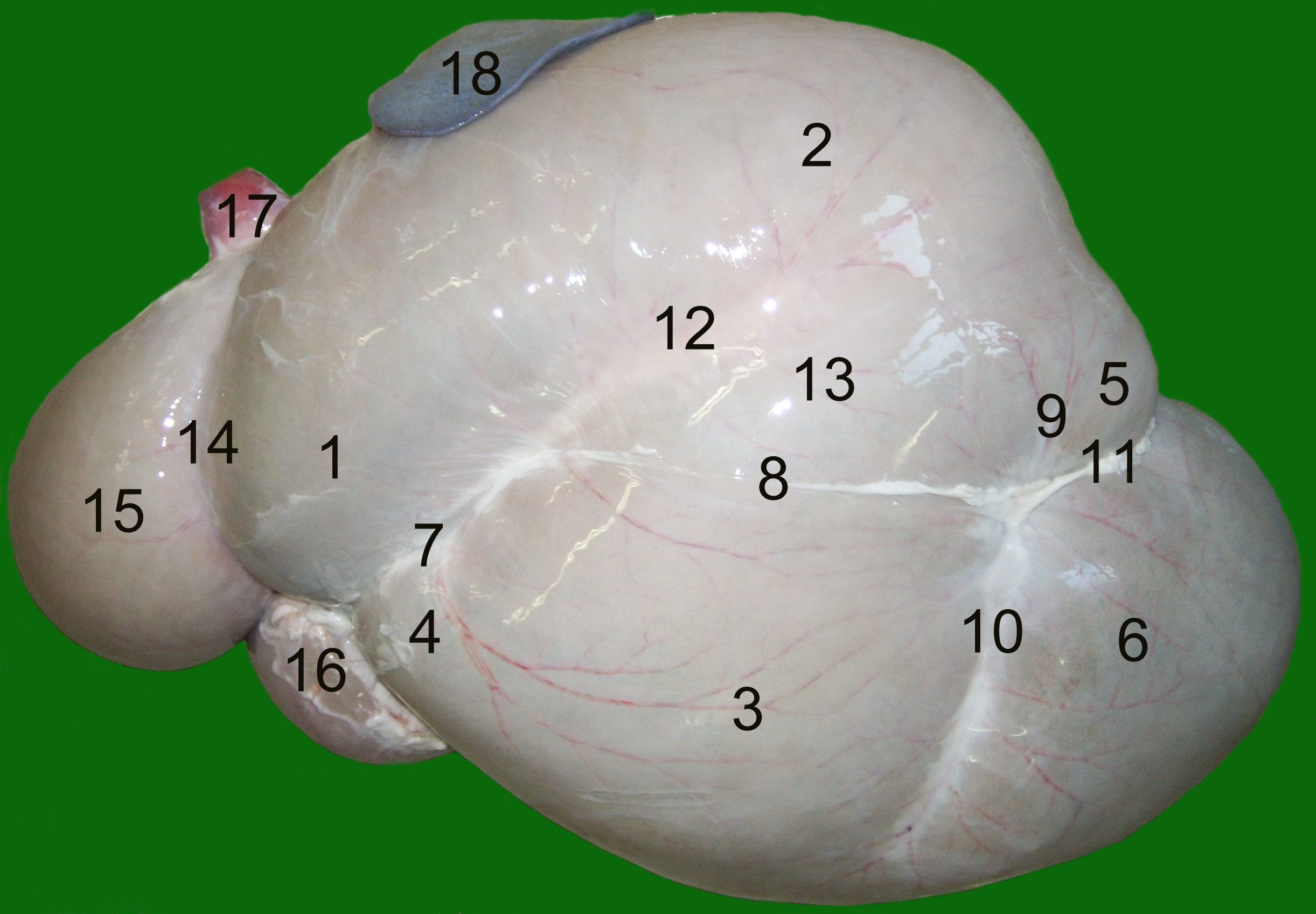
Mägen eines Schafes von links. 1–13 Pansen, 14 Pansen-Netzmagen-Furche, 15 Netzmagen, 16 Labmagen, 17 Speiseröhre, 18 Milz.

Der Netzmagen (oder die Haube, lat. Reticulum) ist der am weitesten vorn gelegene Abschnitt des Magens der Wiederkäuer. Der Name 'Netzmagen' leitet sich von den leistenförmigen Schleimhautfalten (Cristae reticuli) ab, die vier- bis sechseckige Haubenzellen (Cellulae reticuli) begrenzen und der inneren Oberfläche des Netzmagens ein waben- oder netzartiges Aussehen verleihen. Der Netzmagen liegt links in der Bauchhöhle, vor dem Pansen und direkt hinter dem Zwerchfell. Da die Funktionen von Netzmagen und Pansen eng ineinander greifen, werden beide auch unter dem Begriff Ruminoreticulum zusammengefasst.
Der Netzmagen spielt eine wichtige Rolle als Separator von festen und bereits fermentierten Futterstoffen. Erstere werden wieder in den Pansen geleitet, letztere in den Blättermagen. Außerdem ermöglicht er das Wiederkäuen: Anschließend an eine längere Haubenkontraktion wird Futter durch antiperistaltische Kontraktionen der Speiseröhre zurück in die Mundhöhle transportiert, dort zerkaut und wieder abgeschluckt.

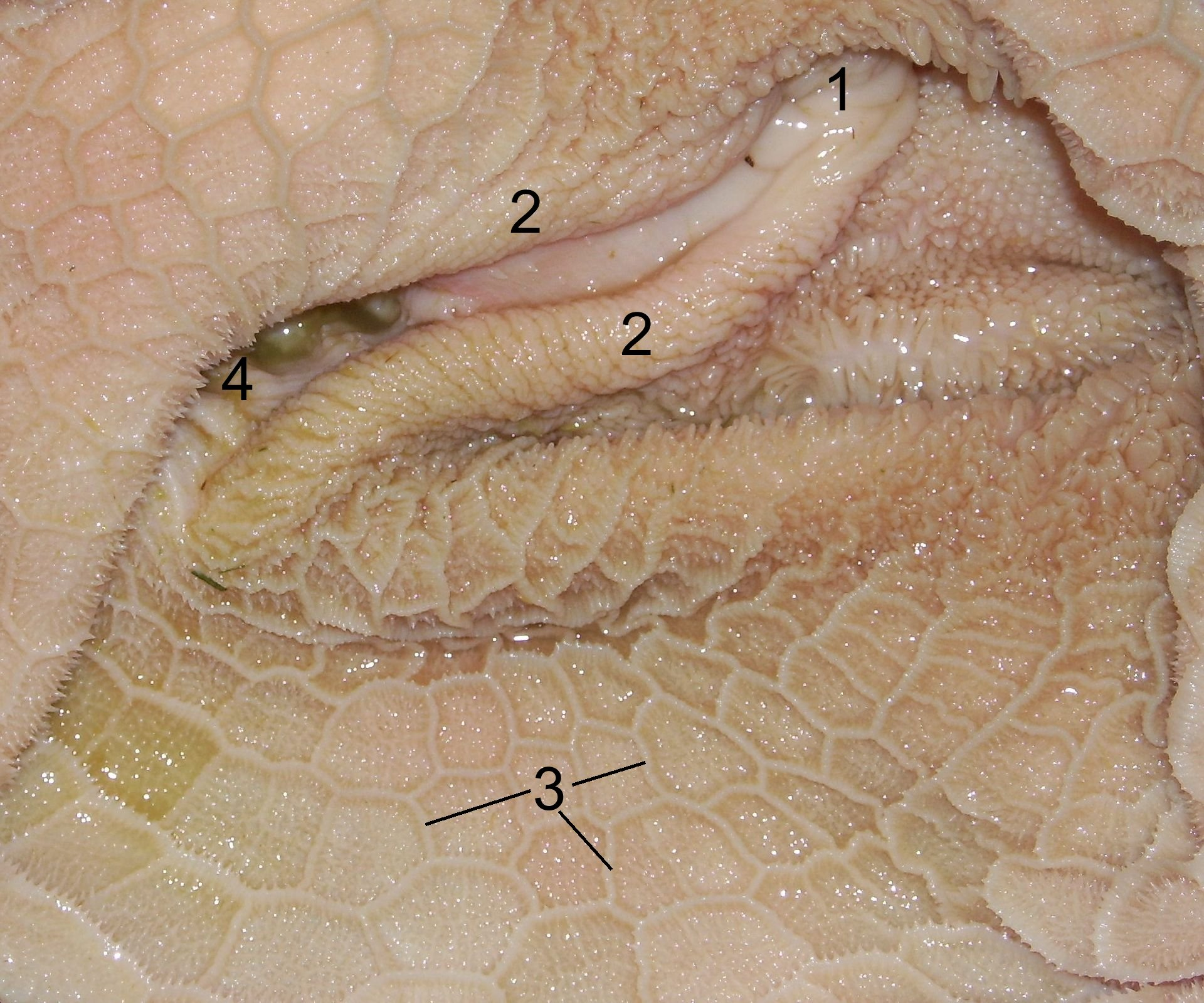
Innere Schleimhaut der Haube. 1 Speiseröhrenmündung, 2 Haubenlippen, zwischen beiden liegt die Haubenrinne, 3 Haubenleisten, 4 Hauben-Psalter-Öffnung

Von der Speiseröhrenmündung bis zur Öffnung in den Blättermagen (Ostium reticulo-omasicum) erstreckt sich der von zwei muskulösen Lippen gestützte Netzmagenabschnitt der Magenrinne (Sulcus reticuli), die von einer rechten und linken Lippe (Labium dexrum und Labium sinistrum) begrenzt wird. Sie wird veraltet auch als Schlundrinne bezeichnet. Sie setzt sich in die Psalterrinne (Sulcus omasi) fort, beide bilden mit der Labmagenrinne (Sulcus abomasi) den Sulcus ventriculi. Die Netzmagenrinne schließt sich bei Kalb und Lamm bei Aufnahme flüssiger Nahrung reflektorisch zu einem Rohr (Haubenrinnenreflex). Das verhindert, dass Milch in den Pansen gelangt und dort fehlvergoren wird, was zu Durchfall führen würde. Dieser Haubenrinnenreflex verliert sich später wieder.
Die meist wenig selektive Futteraufnahme der Rinder führt oft dazu, dass mit dem Futter Fremdkörper (z. B. Nägel, Teile von Weidezaundraht) aufgenommen werden und eine sogenannte Fremdkörpererkrankung auslösen. Die Fremdkörper sammeln sich meist im Netzmagen an und können bei der Haubenkontraktion dessen Wand durchbohren. Folge können unter anderem Leberabszesse oder Herzbeutelentzündungen sein. Zur Vorbeugung können Käfigmagneten in den Netzmagen eingebracht werden.